# SAI KZ VII
Die  Skandinavisk Aero Industri KZ VII Lærke (Lerche) war ein dänisches Schulterdecker-Verbindungsflugzeug mit Erstflug im Oktober 1946.

## Geschichte
Das Flugzeug war eine Weiterentwicklung des Typs KZ-III, eines zweisitzigen Ambulanzflugzeuges, das noch unter deutscher Besatzung entwickelt worden war, wobei eines der beiden Flugzeuge, welche noch zur Kriegszeit gebaut worden war, für die Flugversuche nach Schweden geschmuggelt worden war. Nach der Befreiung Dänemarks waren 60 solcher Zweisitzer gebaut worden.
Die mit einem stärkeren Motor ausgerüsteten Typ KZ-VII waren Viersitzer. Der übliche Motor war ein Continental C-125 mit 125 PS. Sieben der 55 gebauten Maschinen flogen mit Motoren vom Typ Continental C-145-2 und Aeromatic Constant-Speed-Propellern in der Schweiz. 
Zwölf Flugzeuge vom Typ KZ-X gingen als Luftbeobachtungsflugzeuge an die Dänischen Luftstreitkräfte. Diese Flugzeuge hatten aber ein Problem – und dementsprechende Unfälle – mit dem Höhenleitwerk und wurden nach dem Erstflug am 29. September 1951 schon vor 1955 alle außer Dienst gestellt. 
Mindestens ein Exemplar des Flugzeuges flog auch noch im Jahr 2014.

## Technische Daten
| Kenngröße             | KZ-VII            |
| --------------------- | ----------------- |
| Besatzung             | 4                 |
| Länge                 | 6,19 m            |
| Spannweite            | 9,60 m            |
| Höhe                  | 2,10 m            |
| Leergewicht           | 464 kg            |
| Max. Startgewicht     | 867 kg            |
| Antrieb               | Continental C-125 |
| Höchstgeschwindigkeit | 201 km/h          |
| Reisegeschwindigkeit  | 185 km/h          |